# Mingge Xu
Mingge Olivia Mimi Xu (* 2. Oktober 2007 in Bridgend) ist eine britische Tennisspielerin.

## Karriere
Xu spielt hauptsächlich auf Turnieren der ITF Juniors World Tennis Tour und der  ITF Women’s World Tennis Tour, bei denen sie bislang einen Einzel- und vier Doppeltitel gewinnen konnte. Sie trainiert in der Loughborough University’s National Tennis Academy (LTA).
2021 erhielt Mingge Xu bei den Wimbledon Championships, als 13-Jährige,  eine Wildcard für das Juniorinneneinzel, wo sie aber bereits in der ersten Runde gegen Polina Kudermetowa mit 4:6, 6:1 und 3:6 verlor. Im Juniorinnendoppel erhielt sie mit Partnerin Kylie Bilchev eine Wildcard und erreichte das Achtelfinale.
2022 gewann sie im April den Titel bei den nationalen Meisterschaften der U18, wo sie im Finale Talia Neilson Gatenby mit 6:4 und 7:5 bezwang. Im Juni erhielt sie eine Wildcard für das Hauptfeld der mit 100.000 US-Dollar dotierten Ilkley Trophy, wo sie aber bereits in der ersten Runde mit 2:6 und 2:6 gegen Yanina Wickmayer verlor. Anschließend erhielt sie eine Wildcard für die Qualifikation zum Hauptfeld im Dameneinzel der Wimbledon Championships, wo sie aber auch bereits in der ersten Runde ausschied.

## Turniersiege

### Einzel
| Nr. | Datum           | Turnier   | Kategorie | Belag     | Finalgegnerin | Ergebnis |
| --- | --------------- | --------- | --------- | --------- | ------------- | -------- |
| 1.  | 18. August 2024 | Aldershot | ITF W35   | Hartplatz | Haley Giavara | 6:4, 6:1 |

### Doppel
| Nr. | Datum            | Turnier    | Kategorie | Belag     | Partnerin        | Finalgegnerinnen                           | Ergebnis         |
| --- | ---------------- | ---------- | --------- | --------- | ---------------- | ------------------------------------------ | ---------------- |
| 1.  | 16. März 2024    | Monastir   | ITF W15   | Hartplatz | Radka Zelníčková | Elena Milovanović Tamira Paszek            | 2:6, 6:2, [10:6] |
| 2.  | 17. August 2024  | Aldershot  | ITF W35   | Hartplatz | Naiktha Bains    | Punnin Kovapitukted Akiko Ōmae             | 6:4, 6:3         |
| 3.  | 5. Oktober 2024  | Reims      | ITF W35   | Hartplatz | Sarah Beth Grey  | Jekaterina Owtscharenko Emily Webley-Smith | 6:3, 6:1         |
| 4.  | 19. Oktober 2024 | Shrewsbury | ITF W100  | Hartplatz | Amelia Rajecki   | Hannah Klugman Ranah Akua Stoiber          | 6:4, 6:1         |

## Abschneiden bei Grand-Slam-Turnieren

### Juniorinneneinzel
| Turnier         | 2021 | 2022 | 2023 | 2024 | 2025 | Karriere |
| --------------- | ---- | ---- | ---- | ---- | ---- | -------- |
| Australian Open |      | –    | –    | VF   | AF   | VF       |
| French Open     | –    | –    | 1    | 2    | —    | 2        |
| Wimbledon       | 1    | AF   | AF   | 2    | HF   | HF       |
| US Open         | –    | –    | 2    | HF   |      | HF       |

Zeichenerklärung: S = Turniersieg; F, HF, VF, AF = Einzug ins Finale / Halbfinale / Viertelfinale / Achtelfinale; 1, 2, 3 = Ausscheiden in der 1. / 2. / 3. Hauptrunde; nicht ausgetragen

### Juniorinnendoppel
| Turnier         | 2021 | 2022 | 2023 | 2024 | 2025 | Karriere |
| --------------- | ---- | ---- | ---- | ---- | ---- | -------- |
| Australian Open |      | –    | –    | HF   | AF   | HF       |
| French Open     | –    | –    | VF   | VF   | —    | VF       |
| Wimbledon       | AF   | 1    | AF   | F    | —    | F        |
| US Open         | –    | –    | VF   | VF   |      | VF       |